# Sciapus spinimanus
Sciapus spinimanus är en tvåvingeart som först beskrevs av Van Duzee 1927.  Sciapus spinimanus ingår i släktet Sciapus och familjen styltflugor.
Artens utbredningsområde är Puerto Rico. Inga underarter finns listade i Catalogue of Life.